# Мала Златогорка
Мала Златого́рка (рос. Малая Златогорка) — селище у складі Іжморського округу Кемеровської області, Росія.

## Населення
Населення — 6 осіб (2010; 9 у 2002).
Національний склад (станом на 2002 рік):
- росіяни — 100 %